# Opatoro
Opatoro est une municipalité du Honduras, située dans le département de La Paz. La municipalité comprend 7 villages et 75 hameaux. Opatoro est fondée en 1889.

## Source de la traduction
- (es) Cet article est partiellement ou en totalité issu de l’article de Wikipédia en espagnol intitulé « Opatoro » (voir la liste des auteurs).